# Die Mörderin (Film)
Die Mörderin ist ein deutscher Fernsehfilm von Christian von Castelberg aus dem Jahr 1999. Suzanne von Borsody als Marga Nielsen in der Titelrolle und Ann-Kathrin Kramer als Juristin Ulrike Mertens sind in den Hauptrollen besetzt.

## Handlung
Die Juristin Ulrike Mertens steht am Anfang ihrer beruflichen Karriere und erhält von ihrem Vorgesetzten das lukrative Angebot, ein Gutachten über die wegen Gattenmordes verurteilte Marga Nielsen zu verfassen. Eine Begnadigung Nielsens wäre strafrechtlich frühestens erst nach 15 Jahren möglich, von denen sie bereits 11 Jahre abgesessen hat. Der Verurteilten ist es wichtig, das Sorgerecht für ihre damals 3-jährige Tochter zu erhalten, da sie erfahren hat, dass ihre Pflegeeltern, die sich all die Jahre um ihre Tochter gekümmert haben, bei einem Verkehrsunfall ums Leben gekommen sind. Ulrike Mertens will ihr helfen, obwohl Nielsen über ihr Tatmotiv beharrlich schweigt. Die Juristin recherchiert intensiv im familiären Umfeld.

## Produktionsnotizen
Für die Produktion Die Mörderin zeichnete die UFA Fiction unter Federführung von Produzentin Laila Stieler verantwortlich. Die Erstausstrahlung erfolgte am 1. März 1999 zur Hauptsendezeit im ZDF.